# 2274 Ehrsson
2274 Ehrsson è un asteroide della fascia principale. Scoperto nel 1976, presenta un'orbita caratterizzata da un semiasse maggiore pari a 2,4094434 au e da un'eccentricità di 0,2288428, inclinata di 2,24687° rispetto all'eclittica.
L'asteroide è dedicato a un amico dello scopritore, la cui identità non è meglio specificata.